# Ахмед Джаміль Мадані
Ахмед Джаміль Мадані (араб. أحمد جميل مدني, нар. 6 січня 1970) — саудівський футболіст, що грав на позиції захисника.
Виступав за клуб «Аль-Іттіхад», а також національну збірну Саудівської Аравії.

## Клубна кар'єра
У дорослому футболі дебютував 1992 року виступами за команду клубу «Аль-Іттіхад», кольори якої і захищав протягом усієї своєї кар'єри гравця, що тривала вісім років. 

## Виступи за збірну
У 1992 році дебютував в офіційних матчах у складі національної збірної Саудівської Аравії. Протягом кар'єри у національній команді, яка тривала 7 років, провів у формі головної команди країни 94 матчі.
У складі збірної був учасником кубка Азії з футболу 1988 року у Катарі, здобувши того року титул переможця турніру, кубка Азії з футболу 1992 року в Японії, де разом з командою здобув «срібло», чемпіонату світу 1994 року у США, розіграшу Кубка конфедерацій 1995 року у Саудівській Аравії, кубка Азії з футболу 1996 року в ОАЕ, здобувши того року титул переможця турніру, розіграшу Кубка конфедерацій 1997 року у Саудівській Аравії, чемпіонату світу 1998 року у Франції.

## Титули і досягнення
- Переможець Юнацького (U-19) кубка Азії: 1986
- Володар Кубка Азії: 1988, 1996
- Переможець Кубка націй Перської затоки: 1994